# Kōji Kumagai
Kōji Kumagai (jap. 熊谷 浩二, Kumagai Kōji; * 23. Oktober 1975 in Towada, Präfektur Aomori) ist ein ehemaliger japanischer Fußballspieler.

## Karriere

### Verein
Kōji Kumaga spielte von 1994 bis 2004 für den japanischen Erstligisten Kashima Antlers und absolvierte bis 2004 116 Spiele für den Verein. Im Juli 2004 wechselte er zum Zweitligisten Vegalta Sendai, wo er bis 2005 auf 40 Einsätze kam.

### Nationalmannschaft
Kumagai qualifizierte sich mit der japanischen U-20-Nationalmannschaft für die Junioren-Fußballweltmeisterschaft 1995.

## Erfolge
- J. League: 1996, 1998, 2000, 2001
- Kaiserpokal: 1997, 2000
- J. League Cup: 1997, 2000, 2002